# 皮亞努鄉

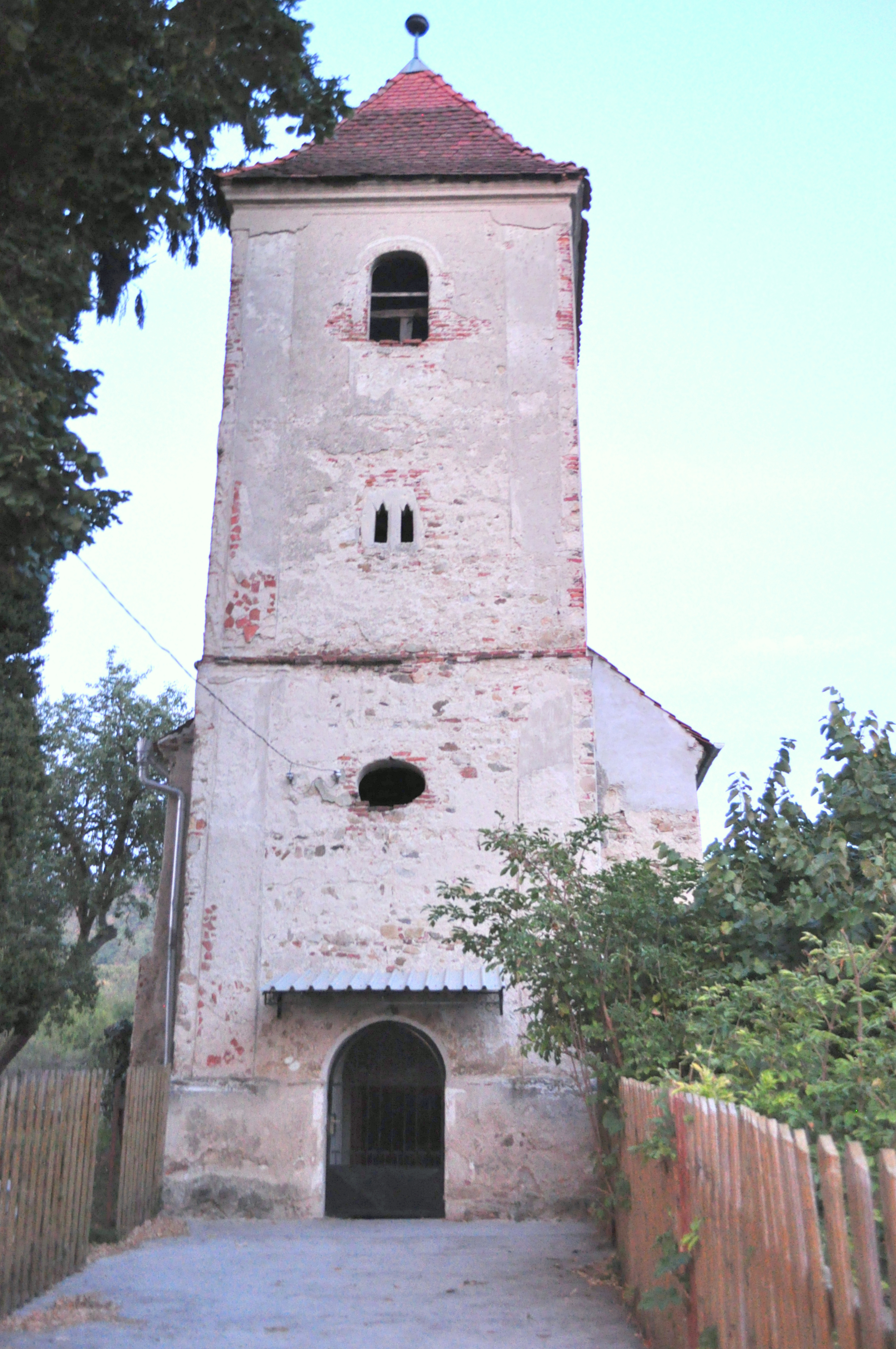
皮亞努鄉

45°56′N 23°29′E / 45.933°N 23.483°E
皮亞努鄉（羅馬尼亞語：Comuna Pianu, Alba），是羅馬尼亞的鄉份，位於該國中部，由阿爾巴縣負責管轄，面積115平方公里，海拔高度458米，2011年人口3,082，人口密度每平方公里27人。